# 伊藤壮吾
伊藤 壮吾（いとう そうご、2003年2月17日 - ）は、日本のダンサー、タレント。千葉県出身。 スターダストプロモーション制作3部所属。 EBiDAN（恵比寿学園男子部）のメンバーであり、9人組ボーカルダンスユニットSUPER★DRAGONのメンバーである。

## 略歴
竹下通りでスカウトされ、小学5年生の時にEBiDANに所属。2015年9月にSUPER★DRAGONのメンバーとしてデビュー。2017年6月『林先生の初耳学』（毎日放送）にイケメン鉄オタ中学生として出演するなど、タレントとしても活動。2020年2月7日放送の『タモリ倶楽部』（テレビ朝日）にて、タモリ電車クラブの正会員（ゴールド）として認められる。2021年3月、公式YouTubeチャンネル『伊藤壮吾の鉄道チャンネル』を開設した。

## 人物
- 乗り鉄、撮り鉄、時刻表鉄、妄想鉄と幅広いジャンルの鉄道ファンである。[5]
  - 鉄道ファン歴は物心ついた頃から。きっかけとして、出張が多かった父親の帰りを東京駅まで迎えに行っていたことを挙げている[6]。
  - 祖父が国鉄時代の元職員で、制帽を譲り受けている。
  - 一番好きな路線は東京メトロ東西線。ブレーキ緩解音フェチである。
  - イベントや番組の自己紹介では、車内アナウンスを披露するのが恒例。大阪、名古屋、博多、札幌といった地方のアナウンスも暗唱できる。
  - あるイベント出演時に終了時間が押してしまい、スタッフが乗り換えアプリで調べても次のスケジュールに間に合わない状況に陥った。そこで伊藤は乗り換えアプリでは案内されない独自のルートを提案。そのルートで移動をすると、時間内に間に合ったという逸話がある。
  - SUPER★DRAGONのアルバム収録曲『雨ノチ晴レ』のMVは、本人の希望により京急電鉄の回送電車で撮影が行われ、ソロ出演している[7]。
  - 「壮都高速鉄道」という名前の架空鉄道を運営しているほか[8]、ポケット時刻表の収集癖がある[9]。
  - 2021年11月より『伊藤壮吾の鉄道チャンネル』にて毎月の乗車距離と乗車金額を報告している。平均距離は3,536km、平均金額は96,654円（2022年2月現在）。
- 5歳よりピアノを習っている[10]。

## 出演
ユニット活動の詳細は「SUPER★DRAGON」を参照

### テレビ
- 「林先生の初耳学」（毎日放送）
  - 林先生VS世界に誇るエリート中学生スペシャル!!（2017年6月25日）
  - 夏の箱根きっかけの初耳学（2017年7月30日）
  - スキャンダル日本史★夏の行列グルメ（2018年7月22日）
- 「明石家さんまの転職DE天職 第8弾」（2019年4月28日、日本テレビ） - 再現VTR出演
- 「超逆境クイズバトル!! 99人の壁」（2019年6月29日、フジテレビ）
- 「タモリ倶楽部」 （テレビ朝日）
  - 感涙!?悲願の都心乗り入れ記念 夢の相鉄全線一筆書きツアー（2019年11月23日・29日）[11]
  - JDが作った駅構内模型に胸キュン!!潜入昭和女子大!山手線全29駅模型EXPO（2020年2月7日）
  - 鉄道を制する者は受験を制す!?難関中学入試問題vsタモリ電車クラブ（2020年5月15日）
  - タモリ電車クラブ持ち込み企画 俺の鉄ネタ（2020年9月25日・10月2日）
- 「友近・礼二の妄想トレイン」 （BS日テレ）
  - #14 特別編「鉄分」多めの1時間パート2（2020年9月14日）
  - #18 琵琶湖環状線で行く琵琶湖一周美食の旅（2020年10月12日）
  - #25,26 36ぷらす3で行く九州半周の旅（2020年12月7日・14日）
  - #29 特別編・あの観光列車に試乗&車両チェックに密着（2021年1月18日）
  - #37 特急あそぼーい！で行く熊本・阿蘇の旅（2021年4月19日）
  - #40,41 特別編・WEST EXPRESS銀河 試運転SP（2021年5月10日・24日）
  - #54 上毛電気鉄道で行く紅葉広がる秋満喫旅（2021年10月25日）
  - #66 ストーブ列車で行く冬の日本海・不老ふ死温泉の旅（2022年2月7日）
  - #89 阿佐海岸鉄道DMVで行く室戸岬&日本一の動物園の旅（2022年10月3日）
  - #107 キンメ電車で行く春の伊豆絶景&グルメ旅（2023年4月4日）
  - #140 特急きのさきで行く城崎温泉&カニざんまいの旅（2024年3月5日）
- 「よるのブランチ」（2021年6月9日、TBSテレビ）
- 「ナニコレ珍百景」（テレビ朝日）
  - 鉄道運転体験できるホテル＆本物の列車が集まる山＆土手に謎マーク（2021年8月1日）
  - 民家が宇宙施設？＆姫路「俺天下山」の由来＆山奥に映画館ホテル（2022年2月13日）
- 「東大王」（2021年12月15日、TBSテレビ）
- 「鉄オタ選手権」（NHK BSプレミアム）
  - JR東日本・山手線の陣（2022年3月18日）
  - 2時間SP!鉄道開業150年&JR東日本・新幹線の陣（2022年10月15日）
- 「アメトーーク!」（2022年3月25日、テレビ朝日）
- 「ミッドナイト★トレ活」（2022年3月31日、BSフジ）
- 「ザ・バックヤード 知の迷宮の裏側探訪」（NHK教育）
  - 「JR東日本総合研修センター」（2024年7月3日）

### ラジオ
- 「TALK ABOUT」（2019年10月5日、TBSラジオ）
- 「ダーリンハニーの旅列車 出発進行〜!!」（2020年2月3日 - 9日・10日 - 16日、全国AM15局）
- 「TOKYO FM サンデースペシャル★美雨！ゆうき！壮吾のおしゃべり電車の旅」（2020年8月16日、TOKYO FM）
- 「鉄旅・音旅 出発進行! 音で楽しむ鉄道旅」（2021年9月24日、NHKラジオ第1放送）

### 雑誌
- 鉄道ダイヤ情報（交通新聞社） - 「遖！はらから鉄道塾」

### 舞台
- こどものおもちゃ（2015年8月20日 - 30日、博品館劇場） - 剛 役
- FAKE MOTION 2022 SMR LIVE SHOW（2022年10月12日 - 13日、かつしかシンフォニーヒルズ） - 国分茂人 役
- "Le gai mariage"『ル・ゲィ・マリアージュ〜愉快な結婚〜』〜ストレートプレー〜（2024年10月25日 - 11月17日、六本木トリコロールシアター）[12]
- ROOM（2025年7月2日、シアターサンモール）[13]

### ランウェイ
- 神戸コレクション 2019 AUTUMN/WINTER -ガールズフェスティバル-（2019年9月8日、ワールド記念ホール）